# Pactos de la Moncloa

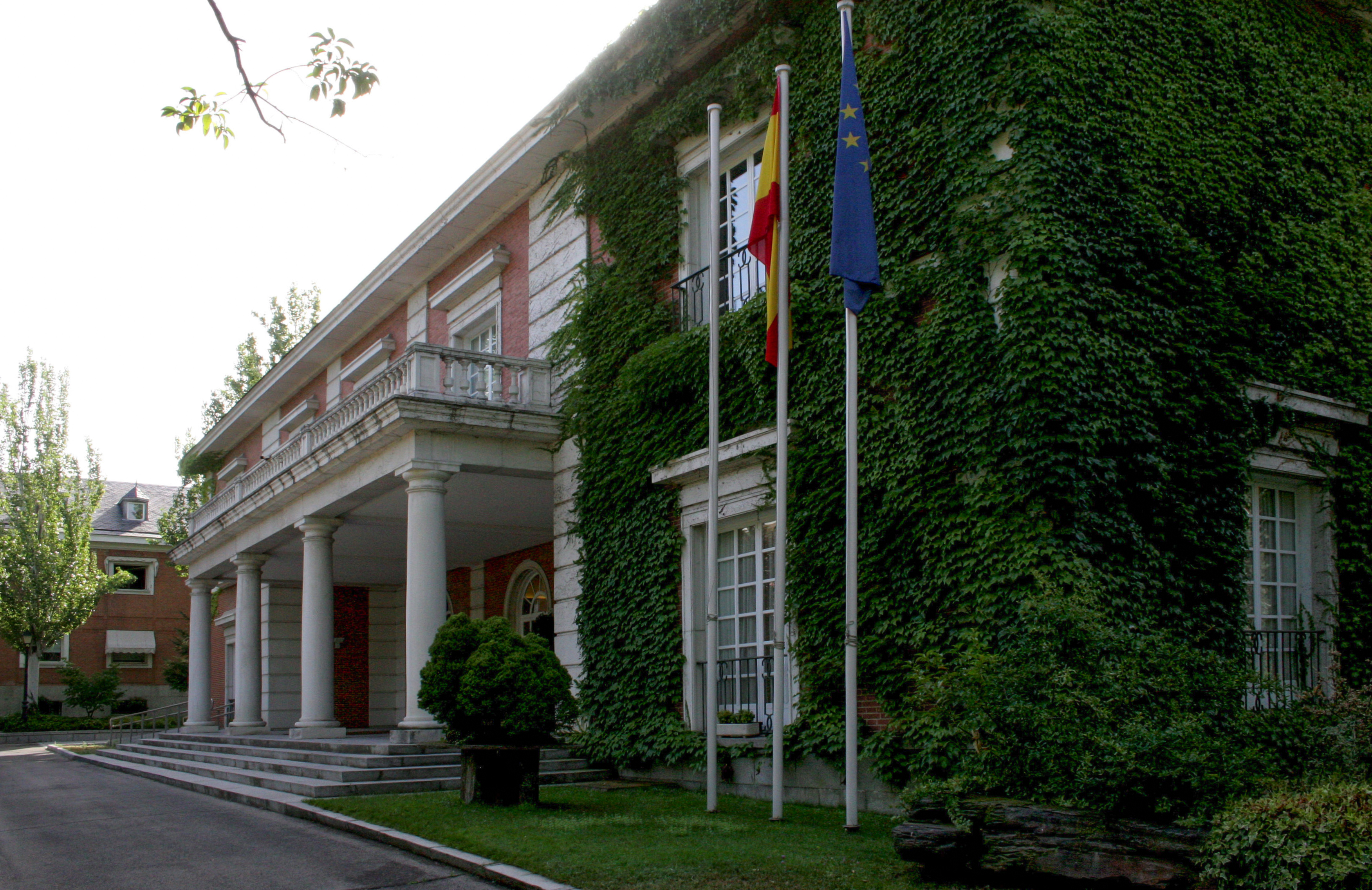
Palacio de La Moncloa, sede de la Presidencia del Gobierno de España desde 1976

 Los Pactos de la Moncloa (formalmente fueron dos, denominados Acuerdo sobre el programa de saneamiento y reforma de la economía y Acuerdo sobre el programa de actuación jurídica y política) fueron los acuerdos firmados en el Palacio de la Moncloa durante la transición española el 25 de octubre de 1977, tomando conocimiento y comprometiéndose a su desarrollo el Congreso de los Diputados dos días después, y el Senado el 11 de noviembre, entre el Gobierno de España de la legislatura, presidido por Adolfo Suárez, los principales partidos políticos con representación parlamentaria en el Congreso de los Diputados, con el apoyo de las asociaciones empresariales y el sindicato Comisiones Obreras (excepto algunas secciones sindicales del mismo) y el rechazo de la Unión General de Trabajadores (que finalmente lo firmaría) y de la Confederación Nacional del Trabajo (CNT), con el objetivo de procurar la estabilización del proceso de transición al sistema democrático, así como adoptar una política económica que contuviera la gran inflación que alcanzaba el 26,39 %.

## La coyuntura económica
La coyuntura económica era grave después de que la crisis del petróleo de 1973 alcanzara de lleno a España —a la que no había afectado tan rápidamente como a los países europeos considerados aliados de Israel por la OPEP—, el desempleo —que durante el franquismo quedaba ocultado por la emigración a Europa,[cita requerida] y que ahora en crisis no admitía, produciéndose en cambio el retorno de los emigrantes—, la inflación había superado la frontera del 26 % a mediados del año 1977, y se temía la posibilidad de alcanzar cifras de verdadera hiperinflación, como las que posteriormente sufrieron los países iberoamericanos. Se hablaba de fuga de capitales desde los últimos años del franquismo. Los empresarios, acostumbrados al corporativismo y al intervencionismo que presidía las relaciones económicas y sociales durante el franquismo, recelaban de la nueva situación política y de los nuevos interlocutores sociales, los sindicatos de clase, que exhibían una retórica reivindicativa que, según como fuera entendida, a veces era tomada por revolucionaria.

## Conversaciones previas
Con anterioridad, Adolfo Suárez había sostenido conversaciones con Felipe González y Santiago Carrillo, después de constituirse las Cortes Generales tras las elecciones del 15 de junio de 1977, con el fin de sondear la posibilidad de un acuerdo de estabilidad, dado que el apoyo parlamentario del Gobierno no era de mayoría absoluta. Además, las Cortes no se habían planteado como constituyentes, y esa era la intención de la oposición y de una parte significativa de miembros de la Unión de Centro Democrático, partido del gobierno.
Al mismo tiempo, Suárez encargó al Ministro de Economía y Hacienda, Enrique Fuentes Quintana, que tratase la posibilidad de un acuerdo marco con los nuevos sindicatos legalizados, Unión General de Trabajadores (UGT) y Comisiones Obreras (CC.OO.), para evitar el alto nivel de conflictividad social. La UGT y la CNT rechazaron el acuerdo, así como también algunas secciones sindicales de Comisiones Obreras. Más tarde las centrales obreras UGT y CC.OO. finalmente firmaron el acuerdo, junto a la Patronal y otras fuerzas políticas españolas, siendo la anarcosindical CNT quien mostró su total rechazo a los Pactos.

## Los acuerdos
En el terreno político se acordó modificar las restricciones de la libertad de prensa, quedando prohibida la censura previa y dejando al poder judicial las decisiones sobre la misma; se modificó la legislación sobre secretos oficiales para permitir a la oposición el acceso a la información imprescindible para cumplir sus obligaciones parlamentarias; se aprobaron los derechos de reunión, de asociación política y la libertad de expresión mediante la propaganda, tipificando los delitos correspondientes por la violación de estos derechos; se creó el delito de tortura; se reconoció la asistencia letrada a los detenidos; se derogó la estructura del Movimiento Nacional, así como otras medidas sobre la restricción de la jurisdicción penal militar.
En materia económica se reconoció el despido libre para un máximo del 5 por 100 de las plantillas de las empresas, el derecho de asociación sindical, el límite de incremento de salarios se fijó en el 22 % (inflación prevista para 1978), se estableció una contención de la masa monetaria y la devaluación de la peseta (fijando el valor real del mercado financiero) para contener la inflación; reforma de la administración tributaria ante el déficit público, así como medidas de control financiero a través del Gobierno y el Banco de España ante el riesgo de quiebras bancarias y la fuga de capitales al exterior.
En el ámbito social en relación con los derechos de las mujeres los pactos establecieron la reforma del código penal en lo referente a la despenalización del adulterio y el amancebamiento (relaciones sexuales entre hombre y mujer no casados entre sí), la despenalización y la regulación de la venta de anticonceptivos y la modificación de las edades de la mujer tomadas en consideración para la tipificación del rapto y del estupro.
Los firmantes fueron finalmente Adolfo Suárez en nombre del gobierno, Leopoldo Calvo-Sotelo (por UCD), Felipe González (por el Partido Socialista Obrero Español), Santiago Carrillo (por el Partido Comunista de España), Enrique Tierno Galván (por el Partido Socialista Popular), Josep Maria Triginer (por la Federación Catalana del PSOE), Joan Reventós (por Convergencia Socialista de Cataluña), Juan Ajuriaguerra (por el Partido Nacionalista Vasco) y Miquel Roca (por Convergència i Unió). Manuel Fraga (por Alianza Popular) no suscribió el acuerdo político, pero sí el económico.
Los acuerdos fueron ratificados posteriormente en el Congreso y el Senado.